# Bursaria spinosa
Bursaria spinosa är en tvåhjärtbladig växtart. Bursaria spinosa ingår i släktet Bursaria och familjen Pittosporaceae.

## Underarter
Arten delas in i följande underarter:
- B. s. lasiophylla
- B. s. spinosa
- B. s. australis
- B. s. lanceolata
- B. s. macrophylla
- B. s. microphylla
- B. s. obovata

## Bildgalleri

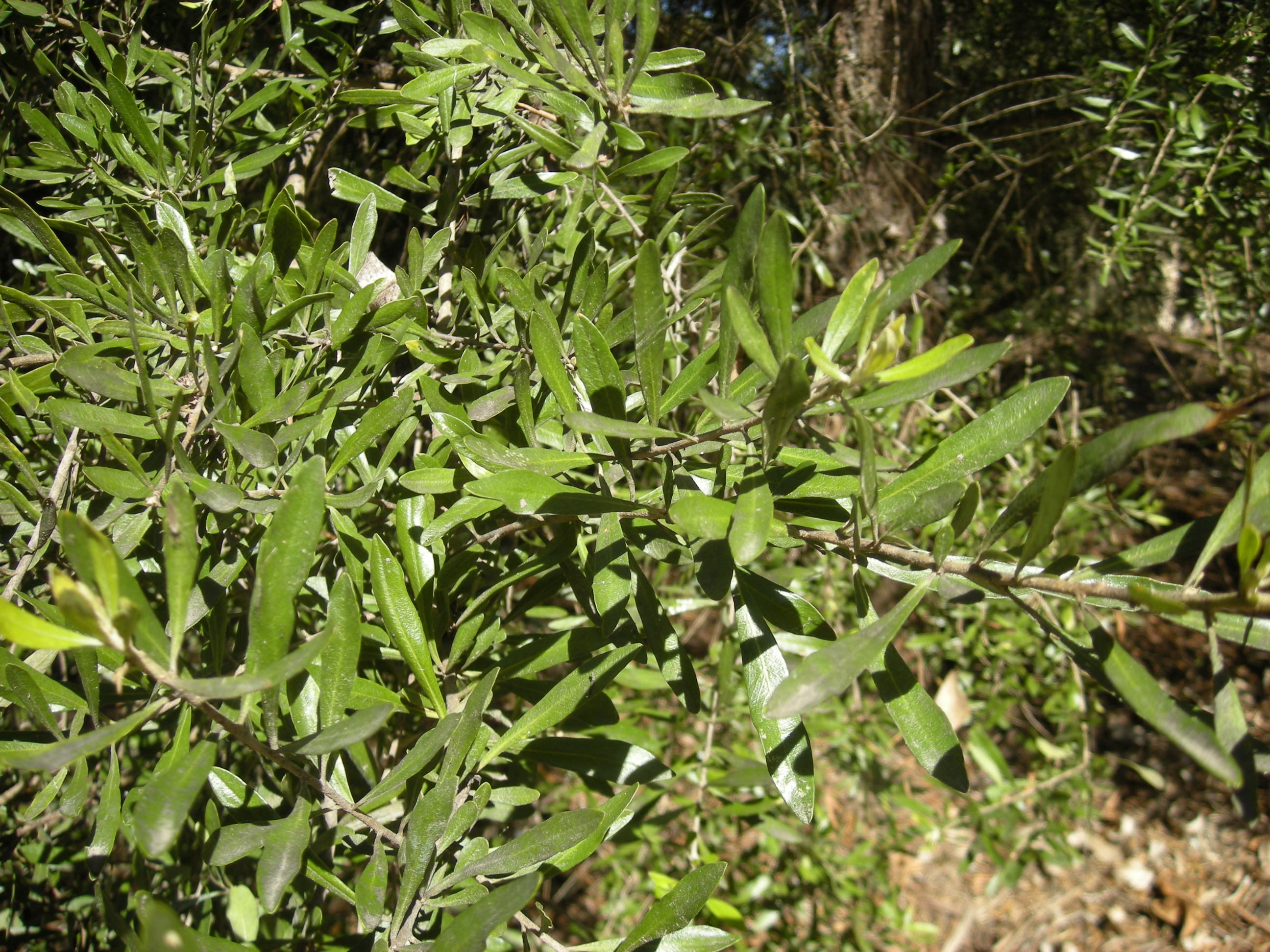
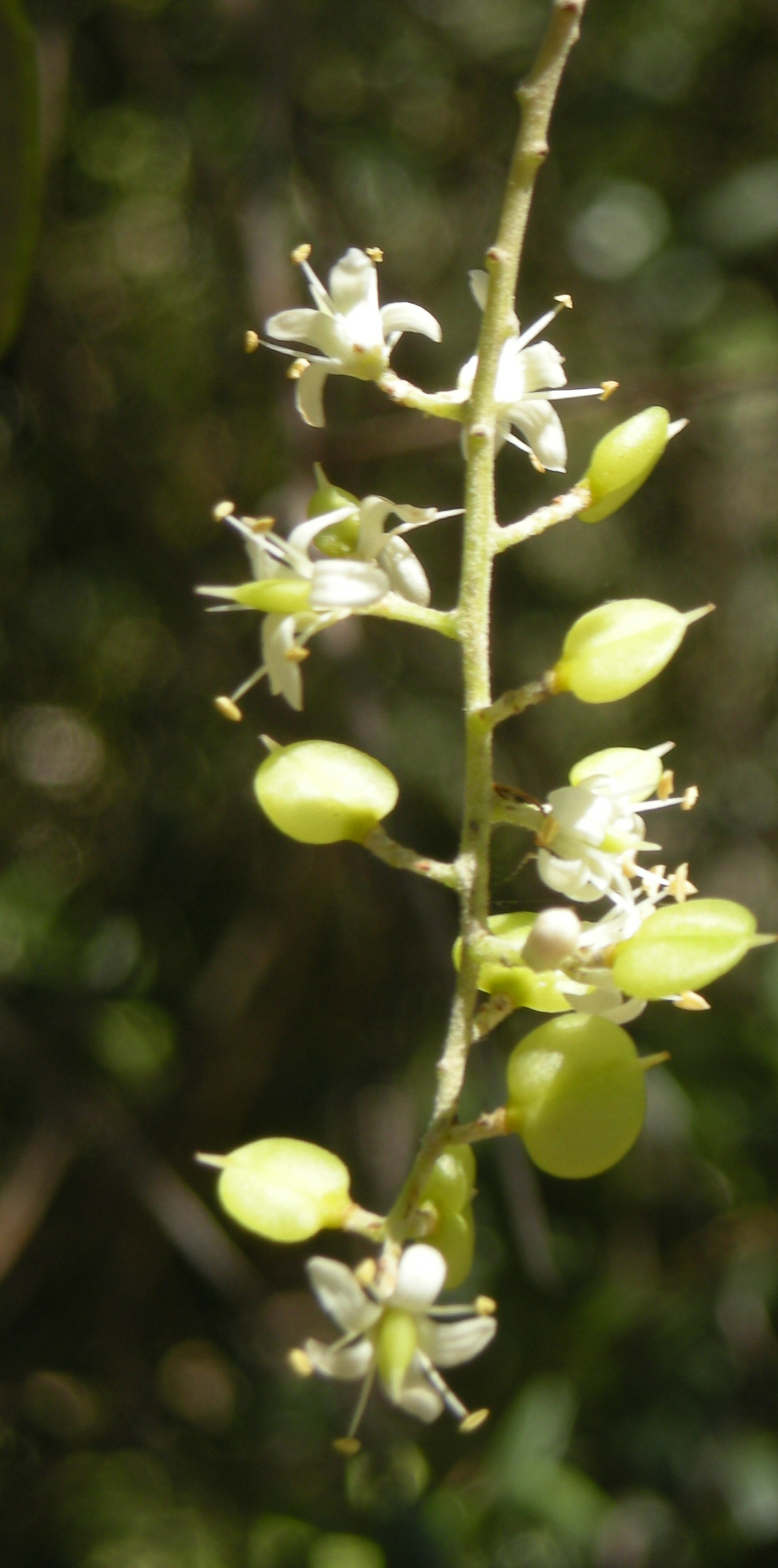